# Prix Philippe-Aubert-de-Gaspé
Le Prix Philippe-Aubert-de-Gaspé est un prix littéraire québécois. Il récompense un auteur de la Côte-du-Sud qui s’est distingué sur la scène littéraire ou historique. Créé par la Société Saint-Jean-Baptiste du diocèse de Sainte-Anne-de-la-Pocatière en 1985, il fut remis pour la première fois la même année, assorti d'une bourse de 500$.
Le prix est remis annuellement à moins d'un manque de candidatures adéquates. Il est décerné par un jury de quatre personnes de la région qui œuvrent dans les milieux littéraire et historique. Les candidats doivent habiter ou être originaires de la région de la Côte-du-Sud, soit le territoire délimité à l’ouest par Beaumont, à l’est par Notre-Dame-du-Portage, au nord par le fleuve Saint-Laurent et au sud par la frontière américaine. Ils doivent avoir publié au moins une œuvre littéraire ou historique dans les dix années précédentes. Le prix est nommé en l'honneur de Philippe Aubert de Gaspé, dernier seigneur de Saint-Jean-Port-Joli. Mort en 1897 à l'âge de 85 ans, Aubert de Gaspé était également écrivain et l'auteur du roman Les anciens canadiens.
En dormance depuis le début des années 2000, le prix est ranimé en 2005 par le parrainage de Salon du livre de la Côte-du-Sud. Le prix est de nouveau remis en 2006, maintenant avec une bourse de 1000. En 2019, cette bourse augmente à 1500$, grâce à une commandite anonyme.

## Lauréats
1985: Marie-Claude Malenfant
1986: Jean-Yves Boucher
1988: Daniel Hamelin
1989: Joël Rouffignat
1990: Denise Corriveau
1991: Geneviève Porter
1992: Françoise Daigle
1993: Annie Cloutier
1995: Marielle Bouchard
1997: Hélène Trépanier
2006: Pauline Gill
2007: Gaston Deschênes
2010: Jean Simard
2011: Catherine Fortin
2013: Carolyn Chouinard
2016: Catherine Bourgault
2017: Nicolas Paquin
2018: Roméo Bouchard
2019: André-Carl Vachon
2020: Non remis en raison de l'annulation du Salon du livre de la Côte-du-Sud à la suite de l'épidémie de COVID-19
2022: Mireille Gagné
2023: Bianca Joubert